# José Joaquín Ferrer y Cafranga
José Joaquín Ferrer y Cafranga (Pasajes, 26 de octubre de 1763-Bilbao, 18 de mayo de 1818) fue un navegante, astrónomo, cartógrafo y matemático español, hermano del político, diplomático y hombre de negocios Joaquín María Ferrer y Cafranga.

## Biografía
Una vez finalizados sus estudios en navegación, astronomía y matemáticas, es empleado por la Real Compañía Guipuzcoana de Caracas y embarca rumbo a Venezuela. En 1779, se hallaba a bordo del buque de la Compañía Nuestra Señora de la Asunción al largo del cabo de San Vicente cuando fue capturado por los británicos. Sobrevivió a su cautiverio, suavizado por las influencias de su familia, y se traslada a Suiza, donde estudia astronomía. Tras residir en Perú se dedicó al comercio y volvió rico.
Tras residir un tiempo en Cádiz, donde reanudó sus estudios, su inquietud de investigador le llevó nuevamente a América, donde estudió los picos Orizaba, Jalapa y Perote en México. Una vez que regresó estuvo en contacto con científicos españoles como Cosme Damián Churruca y Alcalá Galiano.
Ferrer y Cafranga formó parte de las primeras expediciones que estudiaban los eclipses solares. Viajó a Cuba en 1803 y al estado de Nueva York en 1806 y observó con éxito los dos eclipses solares. En la descripción del eclipse solar del 16 de junio de 1806, observado desde Kinderhook (Nueva York), acuñó la palabra Corona para el anillo brillante observable durante un eclipse total. Se establece en Estados Unidos y se convierte en miembro de la American Philosophical Society que le había llamado para realizar sus estudios y exponer sus trabajos. En este país conocerá y mantendrá correspondencia con los astrónomos más importantes. En este periodo también acudió a realizar estudios al Real Observatorio de Greenwich en Gran Bretaña. En 1813 fue nombrado miembro del Instituto Nacional de Francia. 
Tras regresar a España realiza estudios en varias provincias españolas y en 1817 regresa a su tierra y se establece en Bilbao (San Sebastián había quedado devastada por el ejército de Wellington, en 1813, en su ofensiva contra el ejército napoleónico). Es elegido síndico-procurador general y el Pasajes le ofrecieron la vara de alcalde. Falleció de repente el 12 de mayo de 1818 siendo enterrado en la iglesia de San Juan Bautista de Pasajes.
Fue miembro de la Asociación de Amigos del País y de la Real Sociedad Bascongada y de la Real Academia de la Historia.

## Reconocimiento internacional
Debido a sus trabajos cartográficos y astronómicos obtuvo el reconocimiento de astrónomos y matemáticos de renombre de su época como Lalande y Laplace.